# Franziska Herrmann
Franziska Herrmann (* 1985 in Gießen) ist eine deutsche Journalistin, Schauspielerin und Sängerin.

## Biografie
Franziska Herrmann wuchs in Frankfurt am Main auf. 2004 spielte sie ihre erste Hauptrolle am Schauspiel Frankfurt. Von 2005 bis 2009 studierte sie Schauspiel an der Bayerischen Theaterakademie August Everding in München. Von 2009 bis 2011 war sie Ensemblemitglied am Theater Junge Generation in Dresden. Seit 2013 spielte sie an verschiedenen Bühnen; arbeitete unter anderem mit Franz Wittenbrink am Deutschen Schauspielhaus in Hamburg zusammen. In der Bühnenadaption des schwedischen Musikfilms Wie im Himmel spielte sie 2015 die Lena.
2016 absolvierte sie den Popkurs an der Hochschule für Musik und Theater Hamburg als Sängerin. Neben ihrer Arbeit am Theater ist sie auch in Film- und Fernsehen zu sehen sowie als Sprecherin für Literaturlesungen und Hörbücher. Sie las beim Internationales Literaturfestival Berlin und im Literaturhaus Hamburg die deutschen Übersetzungen an der Seite von Richard Powers, Leïla Slimani , Mohamed Mbougar Sarr , Adeline Dieudonné, Helen Macdonald u. v. m. 2020 verkörperte sie die fiktive Chanson Sängerin Charlie Keller und veröffentlichte gemeinsam mit Timo Blunck die EP Das Mädchen mit der der Elektrolele bei Tapete Records, darunter der Song Ich, Sigmund Jähn. 2021 brachte die Sony Music Entertainment die EP Die ganze Welt dreht sich im Kreis auf Vinyl raus.
Im Sommer begleitete sie die Hamburger Band Die Zimmermänner auf Tour. 2022 beendete sie ihr Studium in Kulturjournalismus an der Universität der Künste in Berlin. Seitdem schreibt sie als freie Autorin für Die Zeit Frankfurt Allgemeine Zeitung, Neue Zürcher Zeitung, Stern, Musikexpress u. v. m. Im Frühling 2025 feierte sie als Sängerin mit einem eigenen Chansonprogramm im Literaturhaus Hamburg Premiere. Darin interpretiert sie französisches Liedgut von Charles Trenet , France Gall , Véronique Sanson bishin zu Zaz. Im Juli desselben Jahres veröffentlichte sie ihre Debütsingle "Wunder".
Sie lebt seit zehn Jahren in Hamburg.

## Filmografie (Auswahl)
- 2012: Einmal Leben bitte
- 2012: Flaschenpost an meinen Mann
- 2014: Ein starkes Team (1 Folge)
- 2016: Ein starkes Team: Tödliche Botschaft
- 2017: Morden im Norden (1 Folge)
- 2017: Talk to me (Kurzfilm)
- 2017: Nord Nord Mord (1 Folge)
- 2018: Die Kanzlei (1 Folge)
- 2018: Morden im Norden (1 Folge)

## Hörspiele (Auswahl)
- 2022: Timo Blunck: Die Optimistin
- 2018: Sabine Stein: Sumatra – Regie: Roman Neumann (NDR)
- 2017: Jennifer Estep: Black Blade 1,2 + 3 - Audible